# Mas de la Victòria
El Mas de la Victòria és una masia de Reus (Baix Camp) situada a la partida de Monterols, a la vora dreta i arran del barranc del Tecu, vora d'allà on hi fa cap al Camí dels Cinc Camins o del Mas de la Victòria, que ve dels Cinc Camins. És una masieta antiga i decrèpita.
És una construcció molt petita, de planta quadrada, amb alçada de dues plantes i coberta amb terrat. Les façanes són molt simples i la principal només té la porta d'accés i una finestra a sobre, centrades en l'eix vertical del pla. L'estat actual del mas és deficient.